# Le Jour où l'amour revit
Pour plus de détails, voir Fiche technique et Distribution.
Le jour où l'amour revit (愛に甦へる日, Ai ni yomigaeru hi) est un film japonais muet en noir et blanc, réalisé par Kenji Mizoguchi et sorti en 1923. Il est actuellement considéré comme perdu.

## Synopsis
La fille d'un potier qui a épousé un apprenti de son père se suicide avec son amant.

## Fiche technique
- Titre français : Le jour où l'amour revit
- Titre original : 愛に甦へる日 (Ai ni yomigaeru hi?)
- Réalisation : Kenji Mizoguchi
- Scénario : Osamu Wakayama
- Photographie : Toshimitsu Takasaka
- Sociétés de production : Nikkatsu (Studio Mukōjima)
- Pays d'origine :  Empire du Japon
- Format : noir et blanc - 1,33:1 - muet
- Genre : drame
- Durée 60 minutes
- Date de sortie :
  - Empire du Japon : 4 février 1923[2]

## Distribution
- Kaichi Yamamoto
- Kiyoshi Mori
- Takeo Kokuri
- Kasuke Koizumi
- Rokuro Uesugi
- Shigeru Mokudō